# خیرالدین (ورزقان)
خیرالدین یکی از روستاهای استان آذربایجان شرقی است که در دهستان ازومدل جنوبی بخش مرکزی شهرستان ورزقان واقع شده‌است.
خیرالدین در سه کیلومتری ورزقان قرار دارد ولی کمتر مورد توجه قرار گرفته و راه آسفالت شده‌ندارد.